# Escuela Nacional de Comercio
La Escuela Nacional de Comercio es un colegio público colombiano, adscrito a la Secretaría de Educación de Bogotá, con especialidad en comercio. Cubre los ciclos de preescolar, primaria y secundaria. Fue creada en el año 1905, lo que le ha permitido atravesar numerosas vicisitudes y acoger en sus aulas estudiantes que tendrían relevancia en el país. La comunidad educativa, sus exalumnos y los que participan de sus espacios la conocen como ESNALCO. 

## Historia
El origen de la Escuela Nacional de Comercio se encuentra en el Colegio Colón, institución de bachillerato, dependiente de la Universidad Nacional de Colombia, fundado el año 1893. El año 1905, el entonces presidente, Rafael Reyes, de acuerdo con el rector del Colegio Colón, Víctor Mallarino, impulsó la creación de una institución que ofreciera formación industrial, comercial y financiera. Con este fin se fundó la Escuela Nacional de Comercio bajo el Decreto número 140, del 9 de febrero de 1905.
En el año 1905 la institución impartió dos modalidades de estudios: los llamados cursos regulares y cursos libres. El acceso a los primeros requería certificado de estudios primarios, los segundos se ofrecían a empleados de la industria y el comercio con constancia de haber aprobado 4° curso de bachillerato. En los años siguientes la escuela expidió títulos de Idoneidad Comercial, Bachiller en Ciencias e Idiomas Modernos y Licenciado en Comercio Superior. Desde su fundación y hasta 1963 fue una institución masculina, el año 1963 pasa a acoger también población femenina en los dos últimos cursos y desde el año 1978 en todos los cursos. Desde su fundación y hasta el año 2000 fue una institución confesional católica.
En los años 50s la escuela ofrecía los títulos de Experto en Comercio, Técnico en Comercio, Bachiller Técnico Comercial y, como lo hace actualmente, Bachiller Comercial. Los últimos técnicos en comercio se graduaron el año 1963. El año 1940, el presidente Eduardo Santos, firma el Decreto 1539, por el cual se reglamenta el artículo 46 de la ley 58 de 1931, sobre Contadores Juramentados; que permitirá a la Escuela Nacional de Comercio incorporar a sus estudios la carrera de Contador Juramentado. 
El año 1945 el rector Jorge Cárdenas Nanetti, presentó al Ministerio de Educación Superior un proyecto de Estudios Superiores de Contaduría, que daría origen a la Facultad Nacional de Contaduría, dependiente entonces de la Escuela Nacional de Comercio. La carrera, después de tres años de estudios, otorgaba el título de Contador Público Licenciado. En el año 1953 se reestructura, por primera vez, la Facultad Nacional de Contaduría aumentando en un año sus estudios y pasando a otorgar el título de Contador Titulado. Se nombra decano al profesor Domingo Álvarez que lo seguiría siendo hasta que la facultad se traslade a la Universidad Nacional de Colombia.
En 1962 se lleva a cabo una segunda reestructuración que pasa a hacer depender a la Escuela Nacional de Comercio de la Facultad Nacional de Contaduría. La Facultad Nacional de Contaduría queda organizada por el Decreto 1609 de 1962, que reglamentó la Ley 143 de 1948 sobre Educación Técnica. El posterior Decreto 2116 de 1962, regula el plan de estudios de la Facultad Nacional de Contaduría, que otorgará el título de Contador Público refrendado y registrado en el Ministerio de Educación Nacional y dispone que para realizar estudios en la Facultad es necesario poseer título de Bachiller Técnico Comercial o Diploma de Técnico en Comercio, obtenido según las disposiciones del Decreto 0686 de 1952. El mismo Decreto 2116 de 1962 afirma que la Escuela Nacional de Comercio, dependerá de la facultad y se regirá por su plan de estudios y las disposiciones vigentes para la Enseñanza Media de Comercio. El año 1965, después de 20 años de funcionamiento de la Facultad Nacional de Contaduría, y atendiendo a una reivindicación estudiantil, pasa a formar parte de la Universidad Nacional de Colombia.
A partir de este momento la Escuela Nacional de Comercio sigue su andadura en solitario. Institución oficial, dependiente primero del Ministerio de Instrucción Pública, después del Ministerio de Educación Nacional y finalmente de la Secretaría de Educación de Bogotá, en la que aparece registrada en la Resolución 7341 del 29 de diciembre de 2003.
El año 1905, con motivo del centenario de la escuela, el profesor José Portaccio Fontalvo publica el libro Cien años de esperanza. Escuela Nacional de Comercio 1905-2005.

## Símbolos

### Bandera
La bandera de la Escuela Nacional de Comercio es una figura rectangular dividida en tres franjas horizontales. La franja central es de color verde y alberga el escudo de la escuela. Las otras dos son blancas. Las franjas blancas representan la paz y el espíritu de convivencia; la verde la riqueza espiritual y cultural.
El 9 de febrero de 1980 la bandera fue condecorada con la medalla del General Francisco de Paula Santander con motivo de las bodas de diamante de la escuela.

### Escudo
El escudo, existente desde 1939, está conformado en su centro por un bastón con dos alas abiertas. Al bastón lo enroscan dos serpientes, al lado de las cuales y bajo las alas se encuentran, en su izquierda la rueda dentada de un engranaje y, a su derecha, una moneda con la efigie de Simón Bolívar y la leyenda República de Colombia 1939. En el marco del escudo se lee: Escuela Nacional de Comercio y en su parte inferior: integridad-energía-eficiencia. Su significado: la serpiente simboliza la capacidad de adaptación; las alas, la perspicacia para aplicar la tecnología a la administración pública del dinero; la rueda, la atención a la tecnología y, la moneda, la administración privada del dinero.

### Himnos
El primero creado en 1966. De letra y música del maestro Hugo Cubillos Gordillo. Entonado hasta 2004. El año 2005, con motivo del centenario de la escuela, se entonó el nuevo himno con letra del maestro Antonio Garavito Rodríguez y música del maestro Pedro Guillermo Sáenz Sáenz.

## Egresados

### Presidentes de Colombia
- Eduardo Santos Montejo. Presidente entre 1938 y 1942
- Darío Echandía. Encargado de la presidencia como primer designado o vicepresidente entre octubre de 1943 y mayo de 1944
- Julio César Turbay Ayala. Presidente entre 1978 y 1982. Participó en la celebración del centenario de la escuela donde pronunció estas palabras: "No fui un buen alumno de este nobilísimo plantel pero ofrezco ser un buen exalumno y ayudar a la empresa de dotar de casa propia a este centro docente".

### Otros egresados
- Adolfo León Gómez. Periodista, poeta, dramaturgo, historiador, parlamentario y jurisconsulto
- Enrique Santos Montejo. Conocido como Calibán. Periodista
- Guillermo Abadía Morales. Musicólogo y folclorólogo
- Germán Arciniegas.  Ensayista, historiador, diplomático y político
- Abel Gómez Ramírez. Historiador, militar, defensor de la patria.
- Oscar Fernando Junca Torres. Ing de Sistemas y Administrador de empresas.
- Jacinto Correa Medrano. Contador Público - CEO JACOME SAS.

## Proyectos actuales
La Escuela Nacional de Comercio, ESNALCO, está desarrollando un proyecto de convivencia de amplio alcance, denominado Las columnas sostienen, las voces sostienen, que inicia su andadura en el año 2011, con el propósito de atender a una población estudiantil vulnerable y de crear los bases objetivas y reales para una educación incluyente, que procure la restitución de los derechos, teniendo como fundamento los principios éticos contenidos en la Declaración de los Derechos Humanos.